# シンジェンタ
シンジェンタグループ（英語: Syngenta Group）は、スイスに本拠地を置く多国籍企業。農薬や種子を主力商品とするアグリビジネスを展開している。農薬業界で世界最大手。種苗業界では、モンサント、デュポンに次ぐ世界第３位。2019年度の売上は約230億ドルであり、世界約100ヵ国に49000人を越える従業員を抱えている。スイス証券取引所とニューヨーク証券取引所に上場している。
日本法人はシンジェンタジャパン株式会社（東京都）。

## 歴史
2000年 - ノバルティスのアグリビジネス部門とゼネカ（現：アストラゼネカ）のアグリケミカル部門が統合して、世界初のアグリビジネスに特化した企業として誕生。
2001年 - 静岡県静岡市に本社を置いていた、同業のトモノアグリカを買収。
2002年 - イネの遺伝子地図を発表。
2004年 - 北アメリカの穀物メーカーであったアドバンタやガース、ゴールデンハーベストを買収。
2005年 - 遺伝子技術などによる品種改良も行っており、遺伝子組み換え作物（GMO）の栽培を禁止するとしたスイスの方針に反発。
2007年 - カナダの雑誌『Maclean's』の紙上で、Canada's Top 100 Employers の1社としてシンジェンタ・カナダが選ばれた。
2007年10月21日 - ブラジルの小作農集団によって結成された団体、土地非所有労働者運動 (MST, en) によって、土地を持たない小作農が耕作できる土地を得るために、遺伝子組み換え作物の研究農場が占拠された。その後、武装集団がミニバスで到着し、抗議のために占拠していた市民と衝突、抗議の中心に立っていた人物など、死傷者も出る事態となった。
抗議運動に参加していた市民とその支持者は、武装集団は占拠者を退去させるためにシンジェンタ側が送り込んだものと主張した。しかしシンジェンタ側は、契約していたセキュリティ会社は銃を所持することを禁止していたとしてこれを否定。2008年2月に警察の調査が完了したが、MSTのメンバーとセキュリティ会社がこの事件に関与したと認定しただけで、シンジェンタの関与は認められなかった。
2008年 - 熱帯気候下でも栽培が可能な新種のテンサイの開発と市場導入の成功が農家、環境、製糖およびエタノール業界、そして経済に大きな利益をもたらしたとして、2008年度ワールドビジネス＆ディベロップメント賞（World Business and Development:WBDA）を受賞
2009年 - サイエンス誌の特集として発表された調査で「Top 20 Biotechnology and Pharmaceutical Employers（バイオテクノロジー・製薬会社トップ20）」に選ばれる。
2016年8月 - 中国化工集団公司によるシンジェンタの買収を、アメリカ合衆国安全保障当局が認可し、翌年には欧米当局が承認した。2017年5月4日には中国化工はシンジェンタの株主と買収交渉を完了させ、同年6月7日にシンジェンタ株の95％近くを取得し、27日に買収を完了した。

## 製品
シンジェンタは、以下のような製品を世界各国で販売している。シンジェンタの売上において2003年時点では、半分以上が選択的除草剤と殺菌剤であった。

### 農薬等
- 選択的除草剤
- 非選択的除草剤
  - アトラジン
  - タッチダウンiQ
  - プリグロックスL
- 殺菌剤
  - アゾキシストロビン
- 殺虫剤
- 業務用製品

## 種子
- 穀物
- 野菜
- 花卉

シンジェンタの主な競争相手としては、モンサント, BASF, ダウ・アグロサイエンス, バイエルクロップサイエンス、デュポン等が挙げられる。

## シンジェンタ財団
シンジェンタ財団（Syngenta Foundation）は、農家を支援するために設立された財団である。シンジェンタ持続可能農業財団とも表記され、「世界の半乾燥地域にある地方コミュニティに働きかけて、彼らの生産性を改善すること」を目的としている。

## 農家の支援
シンジェンタは一部の発展途上国で、農業支援プログラムのスポンサーとなっている。例えばシンジェンタ財団は、フィリピン諸島の農業支援プロジェクトである Farmer Support Team (FST) と協力関係を結んでいる。このプロジェクトで、フィリピンの農家に総合的病害虫管理 (IPM), 総合的作物管理 (ICM) などの指導を行ったことで、知識を普及させてより収量を上げる事に成功した。